# Arborescence
Arborescence è il quinto album in studio del gruppo musicale britannico Ozric Tentacles, pubblicato nel 1994.

## Tracce
1. Astro Cortex – 5:22
2. Yog-Bar-Og – 9:42
3. Arborescence – 4:52
4. Al-Salooq – 5:02
5. Dance of the Loomi – 5:15
6. Myriapod – 5:59
7. There's a Planet Here – 6:40
8. Shima Koto – 6:25

## Formazione
- Ed Wynne – chitarra, sintetizzatore
- Joie Hinton – sintetizzatore
- John Egan – flauto
- Merv Pepler – batteria, percussioni
- Zia Geelani – basso